# John Fitzpatrick Racing
Pour les articles homonymes, voir JFR.
Le John Fitzpatrick Racing (JFR) est une équipe de sport automobile anglaise fondée par le pilote John Fitzpatrick en 1981. Elle a participé, en tant qu'équipe privée Porsche, aux courses de voitures de sport et concouru dans de nombreux championnats internationaux. le JFR a finalement cessé toute activité à la fin de la saison 1986 en raison de l'augmentation du coût pour participer au championnat du monde des voitures de sport.

## Histoire

### Saison 1983

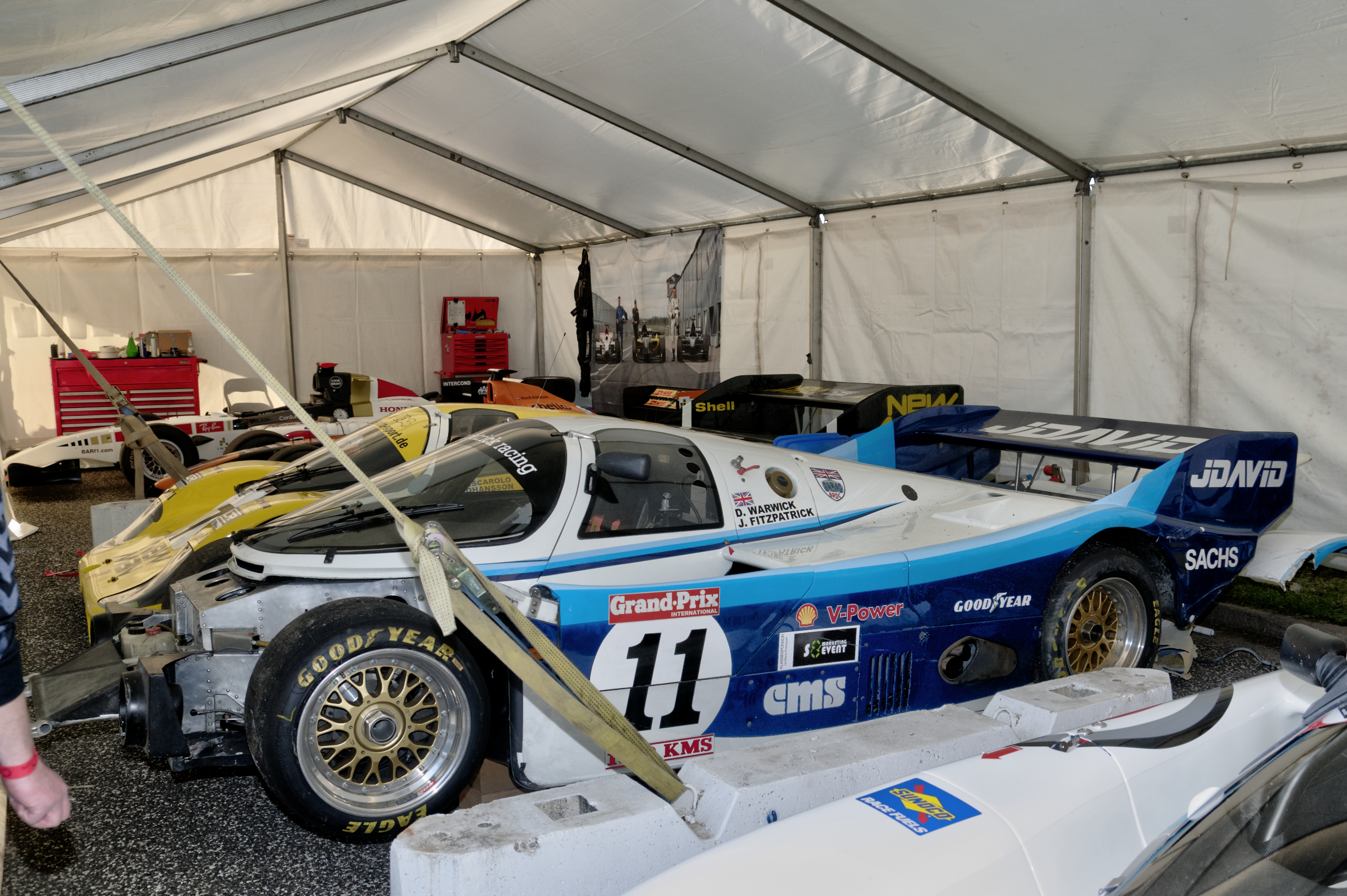
Porsche 956 du John Fitzpatrick Racing avec sa livrée J. David

Pour sa première participation au Championnat du Monde des Voitures de Sport, et avec J. David comme partenaire, le John Fitzpatrick Racing a acheté deux Porsche 956 (956-102 et 956-110). Au début du championnat, seul une des 956 commandées (956-102) avait été livrée. Avec cette voiture, John Fitzpatrick et David Hobbs prirent part aux 1000 km de Monza où ils qualifièrent la n°16 en 6ème position pour finir la course en 5ème position à 12 tours de la Porsche Joest victorieuse. Pour la seconde manche du championnat, les 1000 km de Silvertone, John Fitzpatrick et David Hobbs qualifièrent de nouveau la voiture en 6ème position mais cette fois, avec le n° 11, ils terminèrent la course en 8ème position à 12 tours de la Porsche d'usine victorieuse. Pour les 24 Heures du Mans, le JFR a reçu sa seconde Porsche 956 (956-110) de l'usine Porsche. C'est avec cette armada de deux voitures, la n° 11 et la n° 16, que le JFR se lança à la conquête de la plus grande course d'endurance. Skoal Bandit (en) a également rejoint l'écurie en tant que partenaire pour cette course pour la n° 16. En qualification, la n° 11 et la n° 16 firent un tir groupé en se positionnant aux 10ème et 11ème places. Au bout de 24 heures, la n° 16 finit la course en 5ème position. La n° 11, quant à elle, dû abandonner assez rapidement durant la troisième heure de course à la suite d'un problème de pompe à essence. À la suite de cette course, la Porsche 956-110 pris la direction de l'Amérique du Nord.

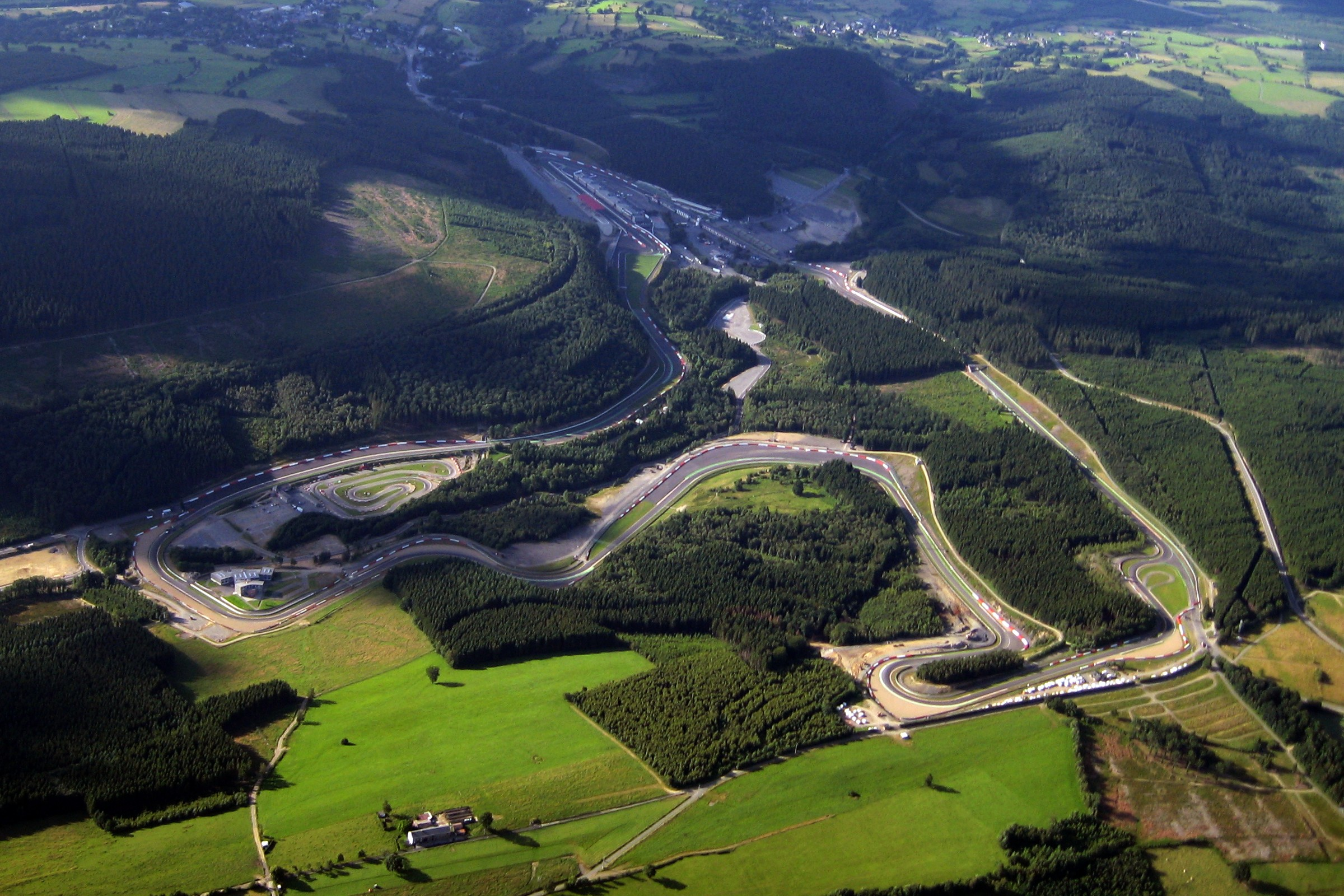
Le circuit de Spa-Francorchamps

 Pour la manche suivante, les 1000 km de Spa, le JFR inscrit une voiture, la n° 11. John Fitzpatrick et David Hobbs réalisèrent une bonne qualification en plaçant leur 956 en 5ème position. La course se déroula de la meilleure des manières car ils terminèrent à la 3ème place, derrière deux Porsche d'usine. C'est le premier podium du JFR en Championnat du Monde des Voitures de Sport. Bien que présent à la lointaine manche des 1000 km de Fuji, la n° 11 ne participa pas à la course à la suite de l'accident dans lequel elle s'est trouvée impliquée durant les essais. Pour la dernière manche de la saison, à Kyalami, la Porsche 956-110 reprit du service au côté de la n° 16. L'équipage de la n° 11 évoluera avec la participation de Thierry Boutsen et Desiré Wilson aux côtés de David Hobbs et l'équipage de la n° 16 sera composé de Sarel van der Merwe, Tony Martin (en) et Graham Duxbury (en). La n° 16 se qualifia à la 7ème place pour finir la course en 6ème position à plus de 20 tours de la Porsche d'usine victorieuse tandis que la n° 11, qualifié à la 4ème place, dut abandonner à la suite d'un accident.
Le JFR a également été la première écurie à faire courir une 956 aux États-Unis. Même si la 956 était interdite en IMSA pour des raisons de sécurité, il a été possible de la faire participer à la série Can-Am. En effet, le SCCA a autorisé la 956 à courir sous la condition que celle-ci se conforme aux règles du Groupe C et de Can-Am. Même si cela rendait la voiture moins compétitive, la 956-110 de l'écurie aux mains John Fitzpatrick a remporté la victoire à Elkhart Lake, lors de sa première sortie américaine. Lorsque la voiture était aux Etats-Unis, le JFR a eu l'occasion de faire un travail de développement sur la voiture. À son retour en Europe, la Porsche 956-110, pour sa participation à la manche du Championnat d'Europe des Voitures de Sport de Brands Hatch, comportait de nombreuses améliorations que l'on ne voyait pas sur les voitures d'usine. Sous la piste détrempée du Kent, le JFR a pu mettre en œuvre des réglages aérodynamiques spécifiques et John Fitzpatrick et son partenaire pour cette course, Derek Warwick, remportèrent la course en son devenu la deuxième écurie à avoir battu l'équipe d'usine. Dans ce Championnat d'Europe, le JFR obtient une seconde place aux 1000km d'Imola, derrière une Lancia d'usine, avec John Fitzpatrick et David Hobbs au volant et une 4e place aux 1000 km du Mugello avec Thierry Boutsen qui avait rejoint pour cette occasion John Fitzpatrick et David Hobbs.

### Saison 1984

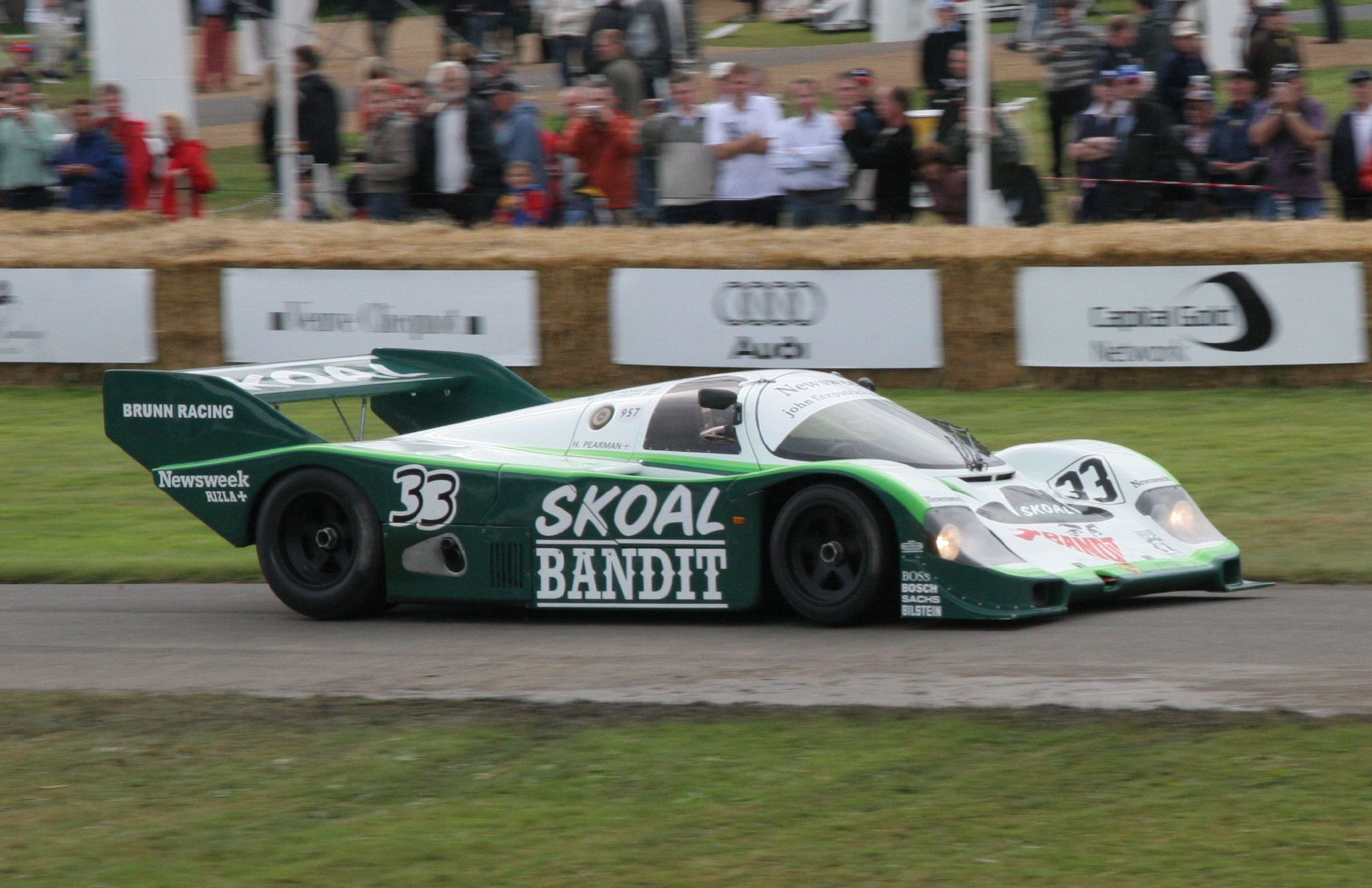
Porsche 956B du John Fitzpatrick Racing

Pour la saison 1984, un accord de 3 ans avec Skoal Bandit a été signé en tant que commanditaire principal de l'écurie. L'écurie fit également l'acquisition d'une nouvelle Porsche 956B, remplaçante de la 956 victorieuse des derniers 1000 km de Brands Hatch, et d'une Porsche 962. Le JFR changea également de partenaire pour les pneus en passant de Goodyear à Yokohama en début de saison. Pour la première course, aux 1000 km de Monza, trois voitures avaient été engagées. Thierry Boutsen et David Hobbs, sur la n°33, se qualifièrent à la 5e place tandis que Rupert Keegan et Guy Edwards, sur la n°55, se qualifièrent à la 9e place. Renzo Zorzi et Giorgio Francia sur la dernière Porsche de l'écurie, sous les couleurs de Deborah, se qualifièrent de leur côté à la 12e place. Malheureusement, les résultats n'ont pas été au niveau des attentes car la première d'entre elles, la n°34, abandonna assez rapidement au 14e tour sur un problème moteur. La n°33 fit de même au 87e tour sur un problème de boite de vitesses et la dernière voiture engagée se retira au 96e tour à la suite de la perte d'une roue. Pour la seconde course, les 1000 km de Silverstone, seul les deux voitures sous les couleurs de Skoal Bandit ont été inscrites. Les résultats furent bien meilleurs qu'à Monza car la Porsche 956 n°55 aux mains de Rupert Keegan et Guy Edwards termina sur le podium à la troisième place. La n°33 finit quant à elle à la huitième position. Pour les 24 Heures du Mans, il y eut plusieurs changements notoires. Tout d'abord, la n°55, avec Roberto Moreno prêtant mains fortes à l'équipage de Rupert Keegan et Guy Edwards participera à la course avec une Porsche 962 au lieu de la Porsche 956 habituelle. Philippe Streiff, remplaçant de Thierry Boutsen retenu au GP du Canada, et Sarel van der Merwe prirent également part à l'épreuve sur le n°33. À l'issue des qualifications, la n°33 se plaça en 6e position et la n°55, légèrement en retrait, en 16e position. Durant la course, un des meilleurs résultats de l'écurie fût atteint avec la n°33 qui finit sur la troisième marche du podium. De son côté, la n°55 eut un destin moins glorieux car à la suite d'un accident, elle abandonna au 77e tour,. Pour les 1000 km du Nürburgring, le JFR changea de nouveau son partenaire pneu pour revenir à Goodyear. Ce sera également le retour de Thierry Boutsen au sein de l'écurie aux côtés de David Hobbs sur la n°33. Ils se qualifièrent à la 10e position tandis que la voiture sœur, n°55, se classa 14e sur la grille. La n°33 obtient de nouveau un très bon résultat en finissant sur la deuxième marche du podium. La n°55, finira quant à elle à la 11e position.

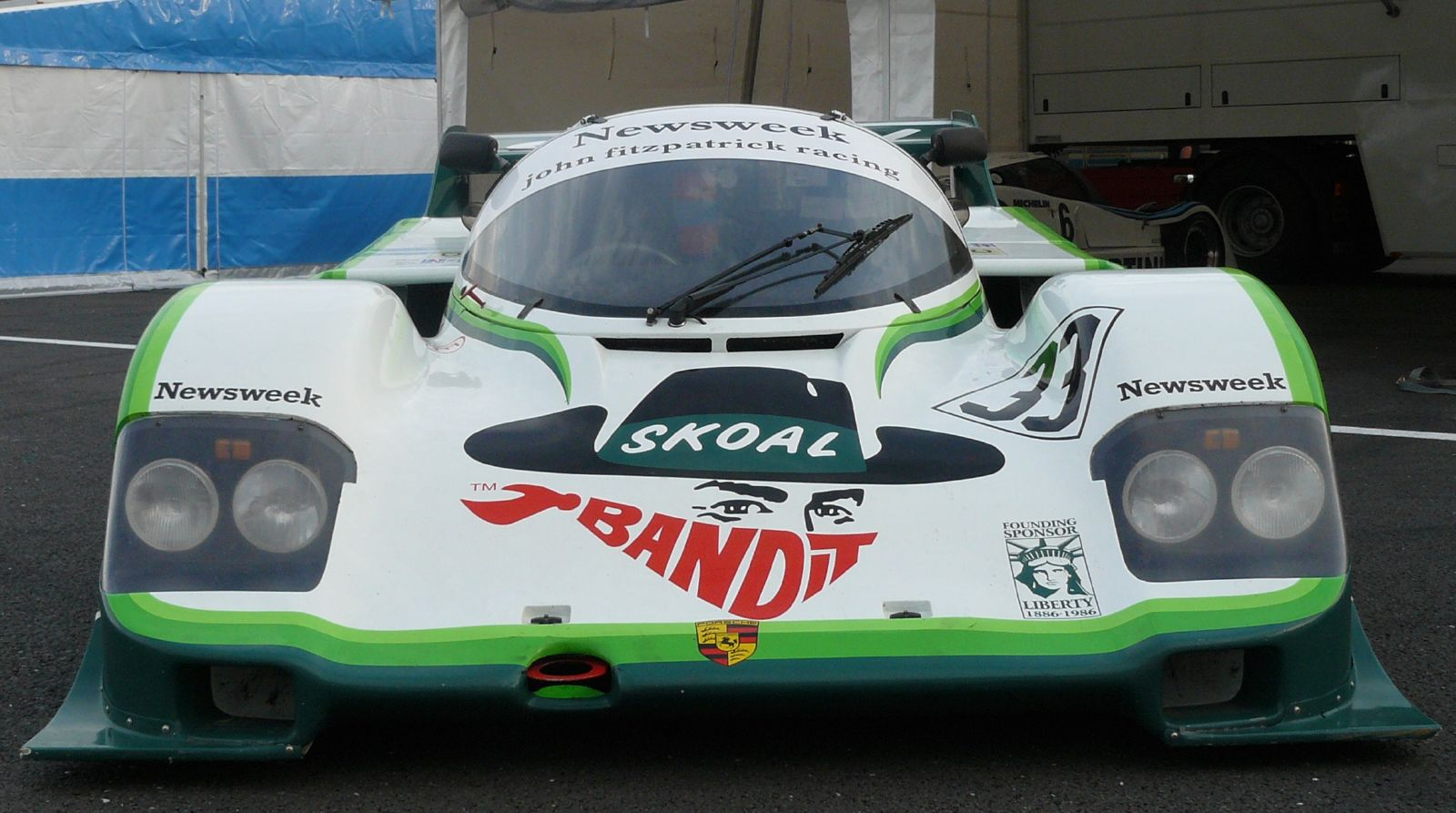
Porsche 956 Skoal Bandit

Pour les 1000 km de Brands Hatch, bien que la Porsche 956B n°33 participa aux essais, c'est la Porsche 956 de réserve qui participa aux qualifications pour se classer à la 5e position. De son côté, la Porsche 962 n°55 se classa en 7e position. La course se solda par de bonnes performances car la n°55 finit sur la troisième marche du podium et la n°33 en 6e position. Il est alors venu le temps de traverser l'Atlantique pour les 1000 km de Mosport. Les essais ne se sont pas bien déroulés pour la n°55 qui fût accidentée. Pour la n°33, aux mains de David Hobbs, Guy Edwards et Franz Konrad, les résultats furent beaucoup plus positifs car ils finirent la course sur la deuxième marche du podium après s'être qualifié à la 4e position. De retour en Europe, le JFR engagea trois voitures aux 1 000 km de Spa. En effet, aux deux voitures habituelles, la n°34, aux couleurs de Marlboro et avec Pierre Yver et Franz Konrad, compléta l'engagement de l'écurie et était la voiture caméra de la course. Pour les qualifications, Thierry Boutsen et David Hobbs réalisèrent la pole position devant les Porsche 956 d'usine. La n°55 se classa de son côté 8e sur la grille. Malheureusement, le déroulement de la course n'aura pas été favorable à l'écurie avec un abandon de la n°55 sur un problème de surchauffe au 93e tour et un abandon de la n°33 sur un problème de pression d'huile au 119e tour. Aux 1 000 km d'Imola, une Porsche 956 fut engagée pour la n°55. À la suite des qualifications, la n°33 s'élancera de la 5e position et la n°55 de la 13e position. La course ne déroulera pas de la meilleure manière pour la n°33 qui abandonna au 14e tour sur une casse moteur. La n°55 finira de son côté à la 8e place. Vu la distance, le JFR réalisera l'impasse pour les 1 000 km de Fuji et aux 1 000 km de Kyalami. Pour la dernière course de la saison, les 1 000 km de Sandown, à la suite des qualifications, la n°33 s'élancera de la 4e position sur la grille tandis que la n°55 se classa de son côté 9e. Comme pour les 1 000 km d'Imola, la n°33 ne put terminer et abandonna aux 171e tour. La n°55 finira de son côté à la 9e place.
À la suite de la saison, malgré un contrat de trois ans, Skoal Bandit décida de se retirer. la 962 n'avait pas été très populaire au sein des pilotes du JFR du fait de son empattement plus long, des roues de 19 pouces de diamètre et de la suspension révisée. De ce fait a été vendue au début de la saison 1985 au Busby Racing et fut convertie au standard GTP pour courir aux États-Unis.

### Saison 1985
Avec le retrait de Skoal Bandit (en) en tant que partenaire, le JFR a eu du mal à maintenir le niveau de financement adéquat pour une participation au Championnat du Monde des Voitures de Sport. De ce fait, une Porsche 956 a été louée à Manuel Lopez et a couru avec le parrainage de Canal 9 Pérou. Yokohama, qui avait été le partenaire pneu pour le début de la saison de 1984, réalisait un retour pour cette nouvelle saison. Le JFR ne se rendit pas aux 1000 km du Mugello et commença son championnat aux 1000 km de Monza. La n°33, aux mains de Jo Gartner et Kenny Acheson se qualifia en 10e position et la n°55 aux mains de Dudley Wood, Klaus Niedzwiedz et Manuel Lopez se qualifia en 14e position. La n°33 finira 16e malgré un problème de boîte de vitesses. La n°55 termina elle à la 11e position. L'écurie participera ensuite aux 1000 km de Silverstone. Les n°33 et n°55 se qualifièrent respectivement à la 10e et 12e place. La course fût beaucoup plus mouvement car la n°55 fût détruite lors d'un accident à la sortie des stands. En effet, le pilote mit les gaz avec des pneus froids et cela aura eu comme conséquence une perte de contrôle de la voiture. De son côté, la n°33 abandonna sur un problème moteur. Pour les 24 Heures du Mans, le JFR trouva un nouveau partenaire, la marque American 100's, et engagea deux voitures. Malheureusement, à la suite d'un accident de la n°55 durant les essais avec l'Alba AR2 Carma de Jean-Pierre Frey, la voiture ne put se qualifier. Tous les espoirs se reposèrent alors sur la n°33 aux mains de David Hobbs, Jo Gartner et Guy Edwards qui s'était qualifiée en 12e position. À la suite d'une bonne course, elle termina au pied du podium à huit tours de la Porsche 956B de l’écurie New Man Joest Racing victorieuse. À la suite du Mans, le JFR ne participa pas à un certain nombre d'épreuves (1000 km d'Hockenheim, 1000 km de Mosport, 1000 km de Spa et 1000 km de Brands Hatch) pour revenir aux 1000 km de Fuji avec une voiture, la n°33 aux mains de Jo Gartner et Michael Roe. Ils se qualifièrent à la 8e position mais abandonnèrent durant la course au 6e tour pour cause de mauvais temps. La saison se termina aux 800 km Selangor avec la n°33 aux mains de Franz Konrad et Andrew Miedecke. Ils se qualifièrent à la 6e position terminèrent la course en 4e position, première écurie privée derrière les Porsche et Jaguar d'usine.

### Saison 1986
Pour cette nouvelle saison, le JFR déménagea en Espagne et signa un partenariat avec Danone Espagne. Les pilotes Fermín Vélez et Emilio de Villota prirent part à l'aventure sur la n°33. Pour la première course, les 360 Kilomètres de Monza, ils se qualifièrent en 13e position pour finir 10e à quatre tours de la Porsche d'usine victorieuse. Pour la course suivante, les 1000 km de Silverstone, équipage de la n°33 se qualifia à la 11e position pour finir en cinquième position à six tours de la Jaguar victorieuse mais à la première place en tant que Porsche 956 devant le Joest Racing. Pour les 24 Heures du Mans 1986, le JFR engagea 2 voitures. George Fouché viendra prêter mains forte à la n°33 qui se qualifia à la 20e position. La Porsche 962C n°55, avec l'équipage Philippe Alliot, Paco Romero (de) et Michel Trollé, se qualifia à la 17e place. La Porsche 956B réalisa de nouveau une belle performance aux 24 heures en finissant au pied du podium à la 4e place tandis que la n°55 finira l'épreuve à la 10e place. Pour la manche du Championnat du monde des voitures de sport de Norisring, Les Porsche d'usine ne participaient pas a cette épreuve. Cela laissait les pilotes d'usine tels que Derek Bell sans volant. John Fitzpatrick lui en offrit alors l'opportunité de participer avec sa voiture. Bell décrivit la 956 comme "diabolique". C'était douloureux, visiblement lent, mais je me suis remonté de la dernière place de la grille, luttant pour prendre la 11e place juste avant la fin." Son coéquipier d'usine, Hans Stuck, a eu des problèmes électroniques avec sa Porsche, et a fini 15e. Ainsi, à la fin du championnat, Derek Bell s'est vu décerner le Championnat du monde sur la base de cette course - le 11e contre 15e au Norisring. Aux 1000 km de Brands Hatch, Fermín Vélez et Emilio de Villota sont de retour au volant de la n°33. Ils se qualifièrent à la 10e place mais à la suite d'un accident au warm-up, ils n'ont pas pu participer à la course. Pour les 360 km de Jerez, le JFR, comme pour les 24 heures du Mans, engagea deux voitures. La n°33 aux mains de Fermín Vélez et Emilio de Villota et la n°55, aux mains de Paco Romero (de) et de Adrian Campos. Ils se qualifièrent respectivement à la 6e et 8e place. La Porsche n°55 devra malencontreusement abandonner au 7e tour à la suite d'un accident tandis que la Porsche n°33 fini la course à la 8e place. Pour les 1000 Kilomètres du Nürburgring, le JFR engagea une voiture la n°33. Elle se qualifia à la 12e position pour finir la course à la troisième position sous des conditions météorologiques difficiles, dernier podium du JFR en championnat du monde des voitures de sport. Pour la dernière manche du championnat en Europe, le JFR engagea une voiture pour les 1000 km de Spa. La n°33 se qualifiera en 14e position pour finir la course en 11e position, à 11 tours de la Porsche 962C Brun victorieuse. Il s'agira de la dernière participation du JFR au championnat du monde des voitures de sport. Pour terminer la saison, le JFR se rendra aux 500 km de Kyalami. George Fouché pilotera la voiture et la qualifiera en 6e position. Un abandon au 2e tour à la suite d'une casse moteur lors de la première course terminera le week-end et l'activité du JFR. À la suite de cette saison, John Fitzpatrick se retira du sport automobile et vendra son équipe, en y incluant les voitures, les camions et autres équipements à Jochen Dauer (en).

### Les voitures

#### 956

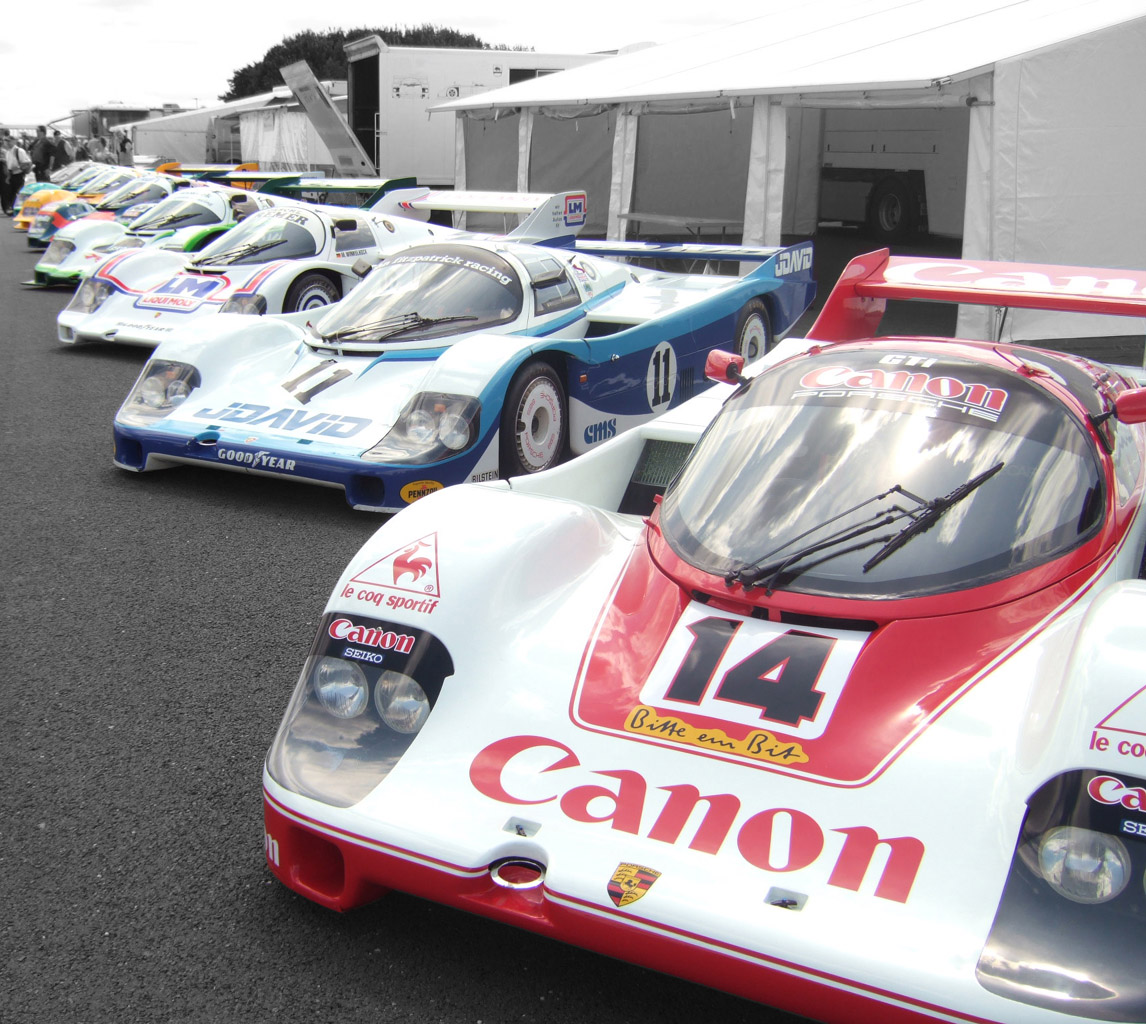
Porche 956 du JFR en livrée JDavid à Silvertone

Le JFR aura fait courir deux Porsche 956 (les châssis 956-102 et 956-110) et une Porsche Porsche 956B (châssis 956-114). Le châssis 956-102, a été détruit aux 1000 km de Silvertone en 1985 à la suite d'une sortie de piste de Manuel Lopez. Certaines pièces ont été utilisées afin d'assembler le châssis 962-112.
Le châssis 956-110 a été vendu à l'issue de la saison 1984. Pour la dernière voiture, la 956B-114, comme pour la 962-112, elle fût vendue à John Dauer à la fin de la saison 1986. Elle est toujours utilisée de nos jours dans des courses historiques et elle est préparée par le Brunn Racing.

#### 962C
Le JFR aura fait concourir deux Porsche 962C. La première de ces voitures (962-105) a été acquise en 1984 afin de participer au championnat du monde des voitures de sport. Les pilotes du JFR n’appréciant que modérément cette voiture, elle fût vendue à la fin de la saison à BF Goodrich et convertie aux standards GTP. La seconde 962 (962-112) a été issue du crash de la 956-102 aux 1000 km de Silverstone par Manuel Lopez. À la suite de ce crash, la 956-102 fut déclarée détruite et une nouvelle monocoque a été fournie par Porsche ; en utilisant certaines pièces de la 956-102, une nouvelle voiture a été assemblée, qui fut de nouveau accidentée durant les essais des 24 heures du Mans 1985 et reconstruite par Thompson. Cette voiture fût ensuite vendue à Jochen Dauer à l'issue de la saison 1986.

## Palmarès
- Championnat du Monde des Voitures de Sport

| Année | Classe | no | Voiture     | Châssis   | Pneus | MON | SIL | NÜR | LMS | NOR | MOS | BRA | SPA | IMO | JER | FUJ | KYA | SAN | SEL |
| ----- | ------ | -- | ----------- | --------- | ----- | --- | --- | --- | --- | --- | --- | --- | --- | --- | --- | --- | --- | --- | --- |
| 1983  | C      | 11 | Porsche 956 | #102 #110 | G     |     | 8   | 6   | Ret |     |     |     | 3   |     |     |     | Ret |     |     |
| 1983  | C      | 16 | Porsche 956 | #102      | G     | 5   |     |     | 5   |     |     |     |     |     |     |     | 6   |     |     |
| 1984  | C      | 33 | Porsche 956 | #102 #114 | G Y   | Ret | 8   | 2   | 3   |     | 2   | 6   | Ret | Ret |     |     |     | Ret |     |
| 1984  | C      | 34 | Porsche 956 | #102 #110 | G Y   | Ret |     |     |     |     |     |     | Ret |     |     |     |     |     |     |
| 1984  | C      | 34 | Porsche 962 | #105      | G Y   |     |     |     |     |     |     |     |     |     |     |     |     |     | 6   |
| 1984  | C      | 55 | Porsche 956 | #102 #110 | G Y   | Ret | 3   |     |     |     |     |     |     | 8   |     |     |     | 9   |     |
| 1984  | C      | 55 | Porsche 962 | #105      | G Y   |     |     | 11  | Ret |     |     | 3   | Ret |     |     |     |     |     |     |
| 1985  | C      | 33 | Porsche 956 | #114      | Y     | 16  | Ret |     | 4   |     |     |     |     |     |     | Ret |     |     | 4   |
| 1985  | C      | 55 | Porsche 956 | #102      | Y     | 11  | Ret |     |     |     |     |     |     |     |     |     |     |     |     |
| 1986  | C      | 33 | Porsche 956 | #114      | G     | 10  | 5   | 3   | 4   | 11  |     |     | 11  |     | 8   |     |     |     |     |
| 1986  | C      | 55 | Porsche 962 | #112      | G     |     |     |     | 10  |     |     |     |     |     | Ret |     |     |     |     |

- Championnat d'Europe des Voitures de Sport

| Année | Classe | no | Voiture     | Châssis   | Pneus | MON | SIL | NÜR | LMS | SPA | BRA | IMO | MUG |
| ----- | ------ | -- | ----------- | --------- | ----- | --- | --- | --- | --- | --- | --- | --- | --- |
| 1983  | C      | 11 | Porsche 956 | #102 #110 | G     |     | 8   | 6   | Ret | 3   | 1   | 2   | 4   |
| 1983  | C      | 16 | Porsche 956 | #102      | G     | 5   |     |     | 5   |     |     |     |     |

- Deutsche Rennsport Meisterschaft

| Année | Classe | no | Voiture     | Châssis | Pneus | NOR | NÜR | DIE | BRA | IMO | NÜR |
| ----- | ------ | -- | ----------- | ------- | ----- | --- | --- | --- | --- | --- | --- |
| 1984  | C      | 3  | Porsche 956 | #114    | G     |     |     |     |     |     | 3   |
| 1984  | C      | 4  | Porsche 956 | #102    | G     |     |     |     |     |     | 2   |
| 1984  | C      | 33 | Porsche 956 | #102    | G     | 5   |     | 2   |     |     |     |
| 1984  | C      | 33 | Porsche 956 | #114    | G     | 1   |     |     |     |     |     |

## Pilotes
- Kenny Acheson
- Philippe Alliot
- Thierry Boutsen
- Derek Bell
- Colin Bond (en)
- Adrian Campos
- Graham Duxbury (en)
- Guy Edwards
- John Fitzpatrick
- Giorgio Francia
- George Fouché
- Jo Gartner
- David Hobbs
- Rupert Keegan
- Franz Konrad
- Manuel Lopez
- Tony Martin (en)
- Sarel van der Merwe
- Andrew Miedecke
- Klaus Niedzwiedz
- Roberto Moreno
- Dieter Quester
- Michael Roe
- Paco Romero (de)
- Philippe Streiff
- Michel Trollé
- Fermin Velez
- Emilio de Villota
- Derek Warwick
- Desiré Wilson
- Dudley Wood
- Pierre Yver
- Renzo Zorzi